# (25443) 1999 WC10
1999 دابليو سي 10 (ويعرف أيضًا باسم (25443) 1999 دابليو سي 10 وفق تسمية الكوكب الصغير) (بالإنجليزية: 1999 WC10)‏ هو كويكب ضمن حزام الكويكبات؛ وترتيبه 25443 من حيث الاكتشاف.
اكتُشف هذا الجُرم الفلكي بواسطة تاكاو كوباياشي في 30 نوفمبر 1999.

## وصلات خارجية
- (25443) 1999 WC10 في قاعدة بيانات مختبر الدفع النفاث لأجرام النظام الشمسي الصغيرة

- الاكتشاف · مخطط المدار ·  العناصر المدارية · المعلمات المادية

- (25443) 1999 WC10 على موقع ويكي سكاي: DSS2, SDSS, GALEX, IRAS, Hydrogen α, X-Ray, Astrophoto, Sky Map, Articles and images